# Богушевич, Мария
Мария Богушевич (пол. Maria Stefania Bohuszewiczówna, 4 января 1865 года, деревня Церепцы, Слуцкий уезд, Беларусь, Российской империи — 1887 год, Красноярск) — русская революционерка, польского происхождения активный деятель и член центрального комитета (ЦК) I Пролетариата.

## Биография
Родилась 4 января 1865 года, в семье польского дворянина, участника Польского восстания.
В 1884 году избрана в ЦК I Пролетариата, в котором вела работу до следующего года, когда была арестована и на период следствия помещена в десятый павильон тюрьмы Варшавской крепости. Вместе с Михаилом Войничем, предприняла попытку побега. За революционную деятельность осуждена на каторгу в Сибири. В 1887 году умерла в Красноярске. Похоронена на кладбище Старые Повонзки.